# Nikolaj Aleksandrovič Krasnokuskij
Nikolaj Aleksandrovič Krasnokuskij, (in russo: Николай Александрович Краснокутский) (1818 – 1891), è stato un generale russo.

## Biografia
Nel 1836 entrò nel reggimento degli ussari. Il 26 marzo 1839 fu promosso a tenente. Il 10 dicembre 1840 fu inviato nel Caucaso. 
Il 22 marzo 1841 ritornò al reggimento e fu presto nominato aiutante. Il 26 marzo 1844 fu promosso a capitano. Dal maggio 1844 venne rimandato nel Caucaso.
L'11 aprile 1848 fu promosso a capitano. Nel 1849 ha preso parte alle battaglie contro gli ungheresi. Nel 1850 fu promosso a colonnello.
Il 30 gennaio 1851 venne nominato comandante del 11º reggimento degli ussari. Dal 26 novembre 1851 entrò nel seguito del granduca Nikolaj Nikolaevič. Il 26 agosto 1856 fu promosso a maggiore generale, con la nomina di comandante del reggimento degli ussari.
L'8 settembre 1859 venne assegnato al seguito di Sua Maestà. Il 5 ottobre 1863 venne nominato comandante della 3ª divisione di cavalleria. Il 30 agosto 1864 venne promosso a tenente-generale. Il 21 settembre 1868 ricoprì la carica di aiutante generale. Nel 1878 fu promosso a generale di cavalleria e nello stesso anno entrò a far parte del reggimento dei cosacchi.
Morì nel 1891.